# Таловая (приток Нагольной)
Таловая (в верховье балка Таловка) — река в России, протекает по Ростовской области. Устье реки находится в 12 км по левому берегу реки Нагольной. Длина реки — 13 км. Площадь водосборного бассейна — 120 км².
По течению несколько прудов, летом пересыхает. В районе устья на левому берегу реки расположено село Первомайское, а выше по течению вдоль реки расположен хутор Чернигово-Песчаный.

## Данные водного реестра
По данным государственного водного реестра России относится к Донскому бассейновому округу, водохозяйственный участок реки — Калитва, речной подбассейн реки — Северский Донец (российская часть бассейна). Речной бассейн реки — Дон (российская часть бассейна).